# Barcela (Lugo)
Barcela (llamada oficialmente San Miguel de Barcela) es una parroquia y una aldea española del municipio de Negueira de Muñiz, en la provincia de Lugo, Galicia.

## Organización territorial
La parroquia está formada por siete entidades de población:

### Entidades de población
Entidades de población que forman parte de la parroquia:
- Barcela
- Cancio
- Castelo
- Foxo (El Foxo) (O Foxo)[nota 1]
- Santalla
- Vilauxín

### Despoblado
Despoblado que forma parte de la parroquia:
- Rozadas

## Demografía

### Parroquia
| Gráfica de evolución demográfica de Barcela (parroquia) entre 2000 y 2022 |
|                                                                           |
| Datos según el nomenclátor publicado por el INE.                          |

### Aldea
| Gráfica de evolución demográfica de Barcela (aldea) entre 2000 y 2022 |
|                                                                       |
| Datos según el nomenclátor publicado por el INE.                      |